# Шахтёр (мини-футбольный клуб)
«Шахтёр» — украинский мини-футбольный клуб из Донецка. Основан в 1998 году. Пятикратный чемпион Украины по мини-футболу, трёхкратный обладатель национального кубка и суперкубка.
В январе 2011 года руководство клуба приняло решение о его расформировании.

## История
Команда была создана в 1998 году под названием «Укрсплав». После года игры в первой лиге, команда вышла в высшую лигу. Свой первый трофей «Шахтёр» выиграл в 2002 году, став чемпионом Украины. За последующие годы дончане стали пятикратнымм чемпионами страны, а также трёхкратными обладателями кубка и суперкубка. Всех этих успехов донецкий клуб достиг под руководством Олега Солодовника, возглавлявшего клуб на протяжении практически всей его истории.
«Шахтёр» принимал участие в пяти розыгрышах Кубка УЕФА по мини-футболу, добившись наивысшего успеха в сезоне 2005/06 — тогда он добрался до полуфинала, где уступил титулованному испанскому клубу «Бумеранг Интервью».

## Достижения
- Чемпион Украины по мини-футболу (5): 2001-02, 2003-04, 2004-05, 2005-06, 2007-08
- Обладатель Кубка Украины по мини-футболу (3): 2003, 2004, 2006
- Обладатель Суперкубка Украины по мини-футболу (3): 2005, 2006, 2008